# جامعة أكسفورد بروكس
جامعة أكسفورد بروكس (OBU؛ المعروفة سابقًا باسم أكسفورد بوليتكنيك) هي جامعة حكومية في أكسفورد، إنجلترا. وهي جامعة جديدة حصلت على وضع الجامعة من خلال قانون التعليم العالي والتعليم الإضافي لعام 1992. تمت تسمية الجامعة على اسم مديرها الأول، جون هنري بروكس، الذي لعب دورًا رئيسيًا في تطوير المؤسسة.
تنتشر جامعة أكسفورد بروكس عبر أربعة أحرام جامعية، مع ثلاثة مواقع رئيسية تقع في أكسفورد وما حولها والحرم الجامعي الرابع يقع في سويندون. خططت جامعة أكسفورد بروكس لهدم حرمها الجامعي في ويتلي وبناء منازل على الموقع؛ رفض المجلس المحلي الحصول على إذن التخطيط، لكن أكسفورد بروكس استأنفت وفازت في عام 2020. اعتبارا من نوفمبر قال موقع بروكس إن المؤسسة لديها 16،900 طالب و 2,800 موظف وأكثر من 190,000 خريج في أكثر من 177 دولة. تُقسم الجامعة إلى أربع كليات: كلية أكسفورد بروكس للأعمال، والعلوم الصحية والحيوية، والعلوم الإنسانية والاجتماعية، والتكنولوجيا، والتصميم والبيئة. تسمح شراكة جامعة أكسفورد بروكس مع جمعية المحاسبين المعتمدين المعتمدين (ACCA) لطلاب ACCA بالحصول على درجة البكالوريوس (مع مرتبة الشرف) في المحاسبة التطبيقية مع تقديم عمل في مشروع البحث والتحليل أثناء إجراء امتحانات ACCA. كما توجد في الجامعة مدارس الهندسة المعمارية والقانون. بروكس عضو في بعثة تحالف الجامعات.